# Todd Elik
Todd Sloan Elik (* 15. April 1966 in Brampton, Ontario) ist ein ehemaliger kanadischer Eishockeyspieler, der im Verlauf seiner aktiven Karriere zwischen 1983 und 2011 unter anderem 500 Spiele für die Los Angeles Kings, Minnesota North Stars, Edmonton Oilers, San Jose Sharks, St. Louis Blues und Boston Bruins in der National Hockey League (NHL) auf der Position des Centers bestritten hat. Ab 1997 spielte der Kanadier vorwiegend in der Schweiz, wo er sich in über 300 Einsätzen einen Namen als einer besten aber auch einer der umstrittensten Akteure in der Geschichte des Schweizer Eishockeys machte.

## Karriere

### Anfänge und National Hockey League (bis 1997)
Elik spielte zunächst drei Jahre von 1983 bis 1986 in der Ontario Hockey League bei den Kingston Canadians und North Bay Centennials ohne mit seinen Statistiken besonders zu glänzen. Da er ungedraftet blieb, wechselte er zur Saison 1986/87 für ein Jahr an die University of Regina, die in der Canada West Universities Athletic Association spielten.
Zur Saison 1987/88 erhielt der Center seinen ersten Profivertrag bei den Colorado Rangers aus der International Hockey League, dem Farmteam der New York Rangers aus der NHL. Im Februar 1988 unterzeichnete er als Free Agent einen Vertrag bei den New York Rangers. Ohne dass er jemals zu einem Einsatz für die New Yorker kam, wurde er im Dezember 1988 zu den Los Angeles Kings transferiert. Dort schaffte er in der Spielzeit 1989/90 den Sprung in die NHL. In Los Angeles agierte der Spielmacher in der zweiten Sturmreihe gemeinsam mit Luc Robitaille und Dave Taylor.
Nach seinem Engagement bei den Kings, das bis zum Ende der Saison 1990/91 andauerte, folgten Wechsel zu den Minnesota North Stars, Edmonton Oilers, San Jose Sharks, St. Louis Blues und Boston Bruins. Im Januar 1993 wurde er von Russ Courtnall mit einem Schlagschuss ins Gesicht getroffen; es brauchte anschließend 50 Stiche um die Wunde zu nähen.
Zunächst schaffte Elik dort überall wieder einen Platz im Stammkader zu erhalten, doch in der Spielzeit 1996/97 pendelte er erstmals wieder zwischen den Boston Bruins und den Providence Bruins, dem Farmteam aus der American Hockey League. Dies nachdem er zunächst in Boston in einer Angriffsreihe gemeinsam mit Adam Oates und Cam Neely gespielt hatte. Dort erhielt er ein Gehalt von brutto 670'000 US-Dollar pro Saison. Die Saison beendete er schließlich im Farmteam. Seine persönlich erfolgreichste NHL-Saison war das Spieljahr 1993/94, als Elik im Trikot der San Jose Sharks in 75 Spielen der regulären Saison insgesamt 66 Punkte erzielte.

### Engagement in der Schweiz (1997–2005)
Der Kanadier wechselte daraufhin zum Spieljahr 1997/98 in die Schweizer Nationalliga A zum HC Lugano. Dort war er unter Trainer Jim Koleff ligaweit mit 66 Punkten in 39 Spielen viertbester Scorer der Vorrunde und einer der besten Angreifer der NLA, trat aber auch mit zahlreichen Undiszipliniertheiten negativ in Erscheinung. So erhielt er 222 Strafminuten, mehr als jeder andere Spieler in der NLA. Im Frühjahr 1998 wurde er in Lugano nicht weiterbeschäftigt. In der Folge war HCD-Trainer Arno Del Curto bemüht, den Kanadier nach Davos zu lotsen. Doch der Gegendruck verhinderte zunächst ein Engagement von Elik in Davos; zuvor hatte der Stürmer in den Playoffs gegen Davos mit einem Puckschuss ins Bündner Publikum für Aufsehen gesorgt und dabei einen Zuschauer am Kopf getroffen.
Weitere Stationen in der Schweiz waren die SCL Tigers, der EV Zug und HC Davos. Die Derbys der Langnauer gegen den SC Bern waren emotional geprägt. Im ersten Meisterschaftsspiel der Saison 1998/99 – Langnau war inzwischen wieder in die Nationalliga A aufgestiegen – unterlagen die Emmentaler den Mutzen mit 0:4, wobei das dritte Berner Tor aufgrund eines Foulspiel nicht hätte zählen dürfen. Elik reagierte emotional auf diese Situation und pöbelte gegen den Schiedsrichter. In der Folge wurde der Kanadier des Eises verwiesen. SCL-Trainer Jakob Kölliker erklärte nach dem Spiel: «Todd hat einen so starken Gerechtigkeitssinn. Er erträgt es einfach nicht, wenn er oder seine Mannschaft ungerecht behandelt werden. Und wir sind ungerecht behandelt worden.»
Das Derby vom 3. Januar 1999 war von der Auseinandersetzung zwischen Elik und Martin Steinegger geprägt. «Wir mögen uns einfach nicht. Sobald wir zusammen auf dem Eis stehen, brennt es. Ständig provoziert Elik verbal, meistens verstehe ich nicht, was er sagt», so der Berner Verteidiger. Ende Januar 1999 fand das Allstar-Weekend in Bern statt, wo SCB-Torwart Renato Tosio und Elik aufeinander trafen. Der Kanadier wurde ausfällig, stänkerte verbal über den SCB und fuhr Tosio an, ob dieser einen Kampf suche. Tosio sagte danach: «Der spinnt doch. Ich hatte Angst, plötzlich mit einer WC-Brille um den Hals dazustehen.» Ein Funktionär erinnert sich: «Beinahe wäre es zu einer Massenschlägerei gekommen.»
Im Trikot der SCL Tigers entschied er das entscheidende Spiel um den Ligaerhalt im Jahr 1999 gegen den EHC Chur praktisch im Alleingang: Elik war beim 7:2-Sieg gegen die Bündner an allen sieben Emmentaler-Toren beteiligt. Insgesamt erzielte er ein Tor und bereitete sechs weitere vor.
Bei den All Star Awards 2000 wurde Elik als wertvollster Spieler des Saison 1998/99 ausgezeichnet; Ambrì-Stürmer Oleg Petrow und Lugano-Verteidiger Peter Andersson waren für diese Auszeichnung ebenfalls nominiert gewesen. Elik nahm im Januar 2000 am All-Star-Game der Nationalliga A teil, welches zu Gunsten der Stiftung Pat Schafhauser stattfand. Der US-amerikanisch-schweizerische Doppelbürger Pat Schafhauser war als Spieler des HC Lugano in einem Meisterschaftsspiel im Dezember 1995 kopfüber in die Bande gestürzt und ist seither Paraplegiker. Am NLA All-Star-Game 2001 nahm Elik als Mitglied der World Stars teil, welche gegen die Swiss Stars antraten.
Für Aufsehen sorgte Elik im Februar 2003, als er in einem Meisterschaftsspiel gegen Fribourg-Gottéron einem Linienrichter mit dem Stock in die Beine schlug. In der Folge wurde der Kanadier vom Nationalliga-Einzelrichter mit einer Sperre von 9 Monaten und einer Busse von 10'000 Franken sanktioniert.
In seiner aktiven Karriere absolvierte Elik insgesamt 315 NLA-Spiele, in denen ihm 458 Scorerpunkte gelangen. Im Durchschnitt buchte er somit 1,45 Punkte pro Spiel. Außerdem erhielt er 1274 Strafminuten. Er war in fünf Saisons der meistbestrafte Spieler der Liga, davon viermal in Folge.

### Karriereausklang in Österreich und Slowenien, Rückkehr in die Schweiz (2005–2011)
Im Sommer 2005 ging Elik für zwei Jahre ins Nachbarland Österreich zum HC Innsbruck, ehe er im Sommer 2007 zum SC Langenthal zurück in die Schweiz wechselte. Im Verlauf der Saison 2007/08 verpflichtete ihn dann der slowenische Klub HDD Olimpija Ljubljana, der in der Österreichischen Eishockey-Liga am Spielbetrieb teilnimmt. Ab Ende Januar 2009 spielte der Kanadier wieder für die SCL Tigers, die einen Ersatz für den verletzten Jeff Toms benötigten.
Elik galt im Emmental als Publikumsliebling, als Spieler mit NHL-Vergangenheit genoss er viele Sympathien und zahlte diese mit starken Leistungen zurück. Im Sommer unterschrieb er schließlich beim NLB-Klub HC Thurgau, den er bereits im November wieder verließ und sich dem HK Jesenice anschloss. In der Saison 2009/10 gewann er mit Jesenice den einzigen Meistertitel seiner Karriere, wurde aber vor Beginn der Saison 2010/11 vom slowenischen Verein entlassen und kehrte in seine Heimat Kanada zurück. Ab Mitte November 2010 spielte der Kanadier beim österreichischen Traditionsverein ATSE Graz, wo er bereits im Januar 2011 nach Differenzen mit dem Trainer entlassen wurde. Dies bedeutete für den 45-Jährigen schließlich sein Karriereende als Aktiver, obwohl er dies nicht offiziell bekannt gab.
Seine Trikotnummer 12 wurde von den SCL Tigers gesperrt. Im Jahr 2023 wurde der Kanadier für seine Verdienste um das Schweizer Eishockey in die Swiss Ice Hockey Hall of Fame aufgenommen.

## Spielweise und Persönlichkeit
Positiv hervorgehoben wurden seine läuferischen Qualitäten und Forechecking. Elik war ein „ausgezeichneter Spielmacher“; galt aber ungeachtet zahlreichen Verletzungen (Fuß- und Handgelenkbrüche, Hüftprellungen und Gehirnerschütterungen) als Spieler mit großem Einsatzwillen. Defensivarbeiten behagten ihm nicht. In seiner Zeit in der Schweiz war der Strafbankkönig stets weit vorne in der Topscorerliste zu finden. Er galt als „spektakulärster“ und bester Einzelspieler der Liga. Der offensivstarke Center galt als emotionaler Spieler und sorgte wiederholt für Aufsehen auf Schweizer Eis. Er bedrohte Schiedsrichter und Offizielle und zeigte, auf der Strafbank sitzend, den Stinkefinger in die Kamera.

## Erfolge und Auszeichnungen
| - 1997 Spengler-Cup-Gewinn mit dem Team Canada - 1997 Topscorer des Spengler Cups - 1999 Most Valuable Player der Nationalliga A - 1999 All-Star-Team des Spengler Cups - 1999 Wertvollster Spieler des Spengler Cups - 2000 Bester Ausländer der Nationalliga A - 2001 Bester Vorlagengeber der Nationalliga A - 2006 Bester Vorlagengeber der EBEL | - 2006 Topscorer der EBEL - 2007 Bester Vorlagengeber der EBEL - 2007 Topscorer der EBEL - 2008 Playoff-Topscorer der EBEL - 2010 Slowenischer Meister mit dem HK Jesenice - 2010 Playoff-Topscorer der slowenischen Eishockeyliga - 201? Sperrung der Trikotnummer 12 durch die SCL Tigers - 2023 Aufnahme in die Swiss Ice Hockey Hall of Fame |

## Karrierestatistik
(Legende zur Spielerstatistik: Sp oder GP = absolvierte Spiele; T oder G = erzielte Tore; V oder A = erzielte Assists; Pkt oder Pts = erzielte Scorerpunkte; SM oder PIM = erhaltene Strafminuten; +/− = Plus/Minus-Bilanz; PP = erzielte Überzahltore; SH = erzielte Unterzahltore; GW = erzielte Siegtore; 1 Play-downs/Relegation; Kursiv: Statistik nicht vollständig)

## Familie
Todd Elik ist verheiratet. Sein in den Vereinigten Staaten geborener Sohn Jacob Elik (* 1999) spielte ebenfalls Eishockey auf der Position des Centers, schaffte es aber nicht in den Profibereich. Mittlerweile ist er als Trainer tätig.